# Gastone Razzaguta
Gastone Razzaguta (Livorno, 20 marzo 1890 – Livorno, 19 dicembre 1950) è stato uno scrittore, pittore e critico d'arte italiano.

## Biografia
Per quasi trent'anni fu segretario del Gruppo Labronico e dipendente come Capo gestione delle Ferrovie dello Stato. A Livorno abitava con due anziane parenti in via Pietro Paoli e durante la seconda guerra mondiale decise di non sfollare e di rimanere in casa, accanto alle due donne invalide, anche quando la città fu colpita dai massicci bombardamenti aerei anglo americani.
Fu amico di molti pittori labronici tra cui Amedeo Modigliani, Renato Natali, Giovanni Zannacchini, Gino Romiti, Cafiero Filippelli e molti altri. Oltre a scrivere molti testi critici per giornali locali e cataloghi di mostre ha lasciato ai posteri tre bellissimi volumi dedicati alla sua città natale: Virtù degli artisti labronici, Livorno nostra e Cacciucchesca.
Tra le diverse mostre si ricordano la sua partecipazione nel 1914 con l'acquarello gli Scaricatori e nel 1916 con il disegno la Vedova a due edizioni dell'Esposizione Nazionale di Belle Arti di Milano al palazzo della Permanente,la partecipazione all'Esposizione internazionale d'arte di Venezia del 1924 con l'opera Malinconia.
Sue opere grafiche sono presenti nella collezione del Nuovo Museo della città di Livorno inaugurato nel 2018.
Una sua opera famosa fu il pannello realizzato per il Caffè Bardi dal titolo l'Offerta del Caffè.
A lui è stata dedicata una strada a Livorno.

## Alcune mostre
- 2010, "Gastone Razzaguta 1890 - 1950" , Collesalvetti (LI), Pinacoteca "Carlo Servolini", a cura di Francesca Cagianelli